# 湾岸桑名インターチェンジ
湾岸桑名インターチェンジ（わんがんくわなインターチェンジ）は、三重県桑名市にある、伊勢湾岸自動車道のインターチェンジである。トランペット型で双方向へアクセスできる構造のフルインターチェンジとなっている。

## 周辺
- 桑名天然温泉元気村さとの湯

## 接続する道路
- 三重県道69号湾岸桑名インター線（国道23号、国道258号に接続）

## 料金所
- レーン数：5

### 入口
- レーン数：2
  - ETC/一般：1
  - ETC専用：1

### 出口
- レーン数：3
  - ETC専用：2
  - 一般：1

## 隣
E1A 伊勢湾岸自動車道
(13) 湾岸長島IC/PA - (14) 湾岸桑名IC - (15) みえ川越IC